# Liste des œuvres d'art vides
 (décembre 2024).
- Si vous ne connaissez pas le sujet, laissez ce bandeau (vous pouvez alors contacter les auteurs).
- Si vous supprimez le contenu mis en cause (vous pouvez préalablement contacter les auteurs),

argumentez précisément cette suppression dans la page de discussion
(un manque de référence n'est pas un argument ; une recherche réelle de référence doit avoir été effectuée, être formellement documentée).
Quand on se questionne sur le fait de savoir si l'art du vide est un art du rien, on ouvre alors une réflexion complexe sur la nature et le sens de l'art contemporain. Utiliser le vide ou le rien dans l'art ne relève pas d'une absence de contenu, mais d'une manière nouvelle de questionner et d'explorer les limites de la perception que ce soit dans l'espace ou dans l'expérimentation humaine.
Le mot "vide" ne signifie pas "rien". Il incarne et représente un espace aux multiples possibilités, ainsi l'observateur peut projeter ses propres réflexions, émotions et sensations. Cela permet une forme d'introspection et d'exploration intellectuelle et sensorielle.
Le vide est fréquemment chargé de significations et ce dans de nombreuses cultures. Par exemple le "間" ("ma") dans la culture japonaise qui suppose le vide comme un espace dynamique et significatif. L'art vide comme présence expressive et souvent reprise. On peut notamment penser à l'artiste Tadao Ando qui dans son architecture propose un échange entre les structures et la nature. Liant ainsi intérieur et extérieur.
Avec ce vide, on questionne aussi les habitudes, en effet le vide, vise a redistribuer les cartes des attentes de l'art conventionnel en proposant quelque chose qui ne sera pas forcément compris instantanément. Grace a cela le spectateur remet en perspective sa relation, ses goûts et ses connaissances avec ce qui est "art". Ainsi, celui qui voit, s'engage plus activement dans l'expérience de l'œuvre. C'est notamment le cas de Robert Rauschenberg avec ses "White Painting", il présente des œuvres qui n'offrent pas quelque chose à voir dans l'instantanéité.
L'art peut être méditatif. En dirigeant son attention sur le moment, sur l'espace, et sur le temps, le spectateur prend ainsi conscience de ce qui l'entoure. On peut penser à Yves Klein et ses monochromes bleus ou encore a John Cage et sa pièce "4'33"". Ces deux artistes utilisent le vide pour inciter le public à prendre conscience de son environnement immédiat et de la subtilité des nuances des sens.
L'art du vide peut également s'incarner par une réflexion philosophique. C'est une initiation à la contemplation de l'existence, au matérialisme ou encore a la nature et sa réalité. On se questionne alors sur ce qui constitue les "choses" et le "rien. C'est une recherche des frontières entre ce qui est et ce qui n'est pas. Entre être et néant.
L'art du vide, l'art du rien peut être un moyen puissant d'explorer, de questionner et d'élargir la compréhension de l'art, de la perception et de l'existence en elle-même. Cet art force les limites de ce qui peut être représenté et affecte ceux qui cherchent à le déterminer.
Cet article recense les œuvres d'art consistant uniquement en du vide.

## Liste d'oeuvres "vides"
- Yves Klein,  La Spécialisation de la sensibilité à l'état matière première en sensibilité picturale stabilisée, Le Vide (époque pneumatique) (1958)[1]. Exposition à la galerie Iris Clert, Paris, où tout accessoire est retiré, à l'exception d'une vitrine vide, et les murs sont peints en blanc.
- Art & Language, Air-Conditioning Show (1966-67)
- Robert Irwin, Experimental Situation (1970)
- Robert Barry, Some places to which we can come, and for a while «be free to think about what we are going to do» (1970)[2]
- Bethan Huws, Haus Esters Piece (1993)[3]
- Maria Eichhorn‚ Das Geld der Kunsthalle Bern (2001)
- Roman Ondák, More Silent Than Ever[4]
- Salvatore Garau, Io sono, Buddha in contemplazione et Afrodite piange [5]
- Kaélé, To Emptiness[6]

## Rétrospective
L'exposition « Vides, une rétrospective », reprenant plusieurs œuvres à travers des salles intégralement vides, s'est tenue en 2009 au musée national d'art moderne à Paris, puis à la Kunsthalle de Berne,,,.